# Antonio Casanova y Estorach

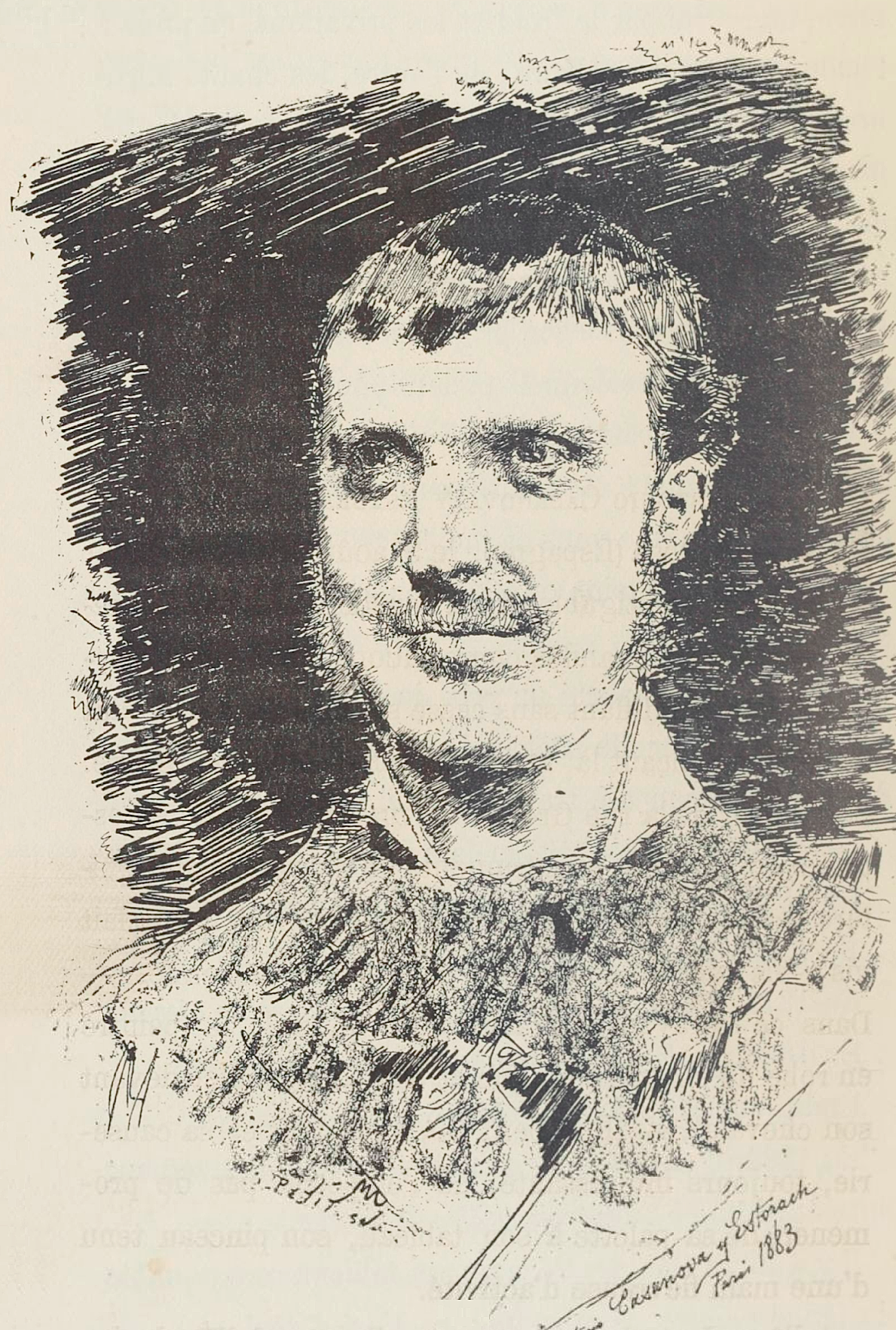
Autorretrato (París, 1883).

Antonio Salvador Casanova y Estorach (Tortosa, 9 de agosto de 1847-París, 22 de diciembre de 1896) fue un pintor español de un estilo que se puede enmarcar en el costumbrismo romántico.

## Biografía

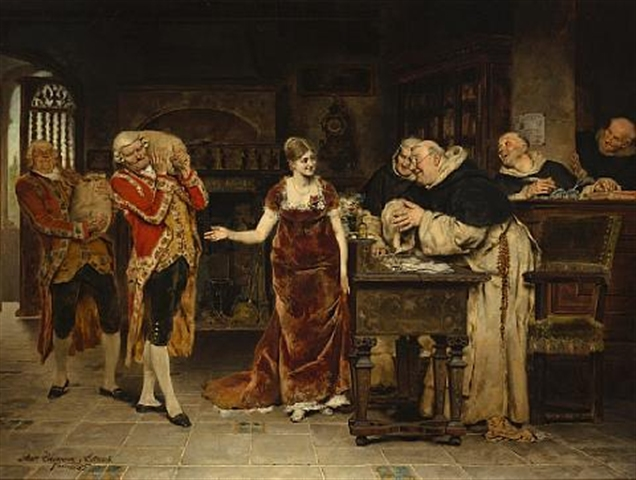
La donación, 1885, óleo sobre lienzo, 49,5 x 65,1 cm, colección privada.

Nacido en la localidad catalana de Tortosa, en la provincia de Tarragona, se formó con Claudio Lorenzale y Federico de Madrazo. Como Fortuny, Eduardo Zamacois y Zabala o Eugenio Lucas Velázquez, Casanova se movió en el pujante estilo «preciosista» dentro de la vía academicista o conservadora predominante en Europa. 
Al contrario de su fama actual, el naciente impresionismo era entonces minoritario y muy discutido. Casanova y Estorach hubo de mirar con reparos las novedades impresionistas, aunque algunos toques abocetados de sus colegas puedan recordar a ellas. Dentro de los «preciosistas» españoles, Casanova fue más lento y pulido de técnica que Mariano Fortuny.
Casanova tanteó la pintura de tema histórico (Carlos V en el Monasterio de Yuste), pero acaso por limitaciones técnicas o por condicionantes de mercado, se especializó en formatos pequeños, generalmente temas historicistas, «de casacón», y de folclore. Se trasladó a París bastante joven; su grabado Andalouses, fechado en 1877, se publicó allí. Dicho grabado al aguafuerte es un buen ejemplo de un tema recurrente del artista: escenas folclóricas, de gitanas y manolas, donde una belleza exuberante se mezcla con actitudes ambiguas. No queda claro si las damas son virtuosas, o busconas.
Otro de los temas predominantes en este artista son las escenas de monjes, cardenales y demás eclesiásticos, disfrutando de una vida cómoda o mirando con picardía a jóvenes mujeres.
Fallecido a los cuarenta y nueve años de edad, Antonio Casanova conoció el éxito pero no llegó a explotar todas sus facultades, al igual que ocurrió con su contemporáneo Mariano Fortuny.

## Localización de obra

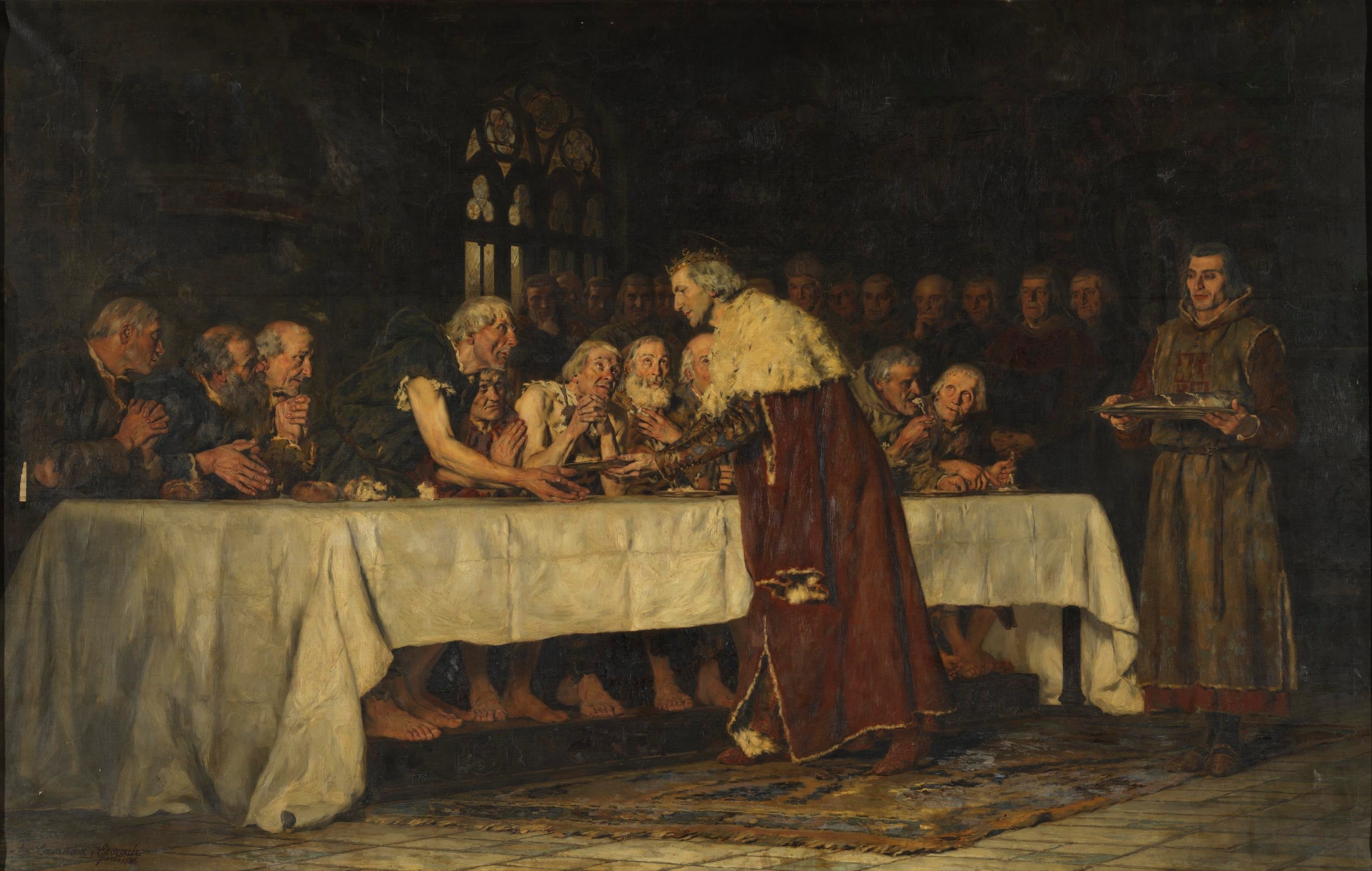
San Fernando, rey de España (Museo del Prado).

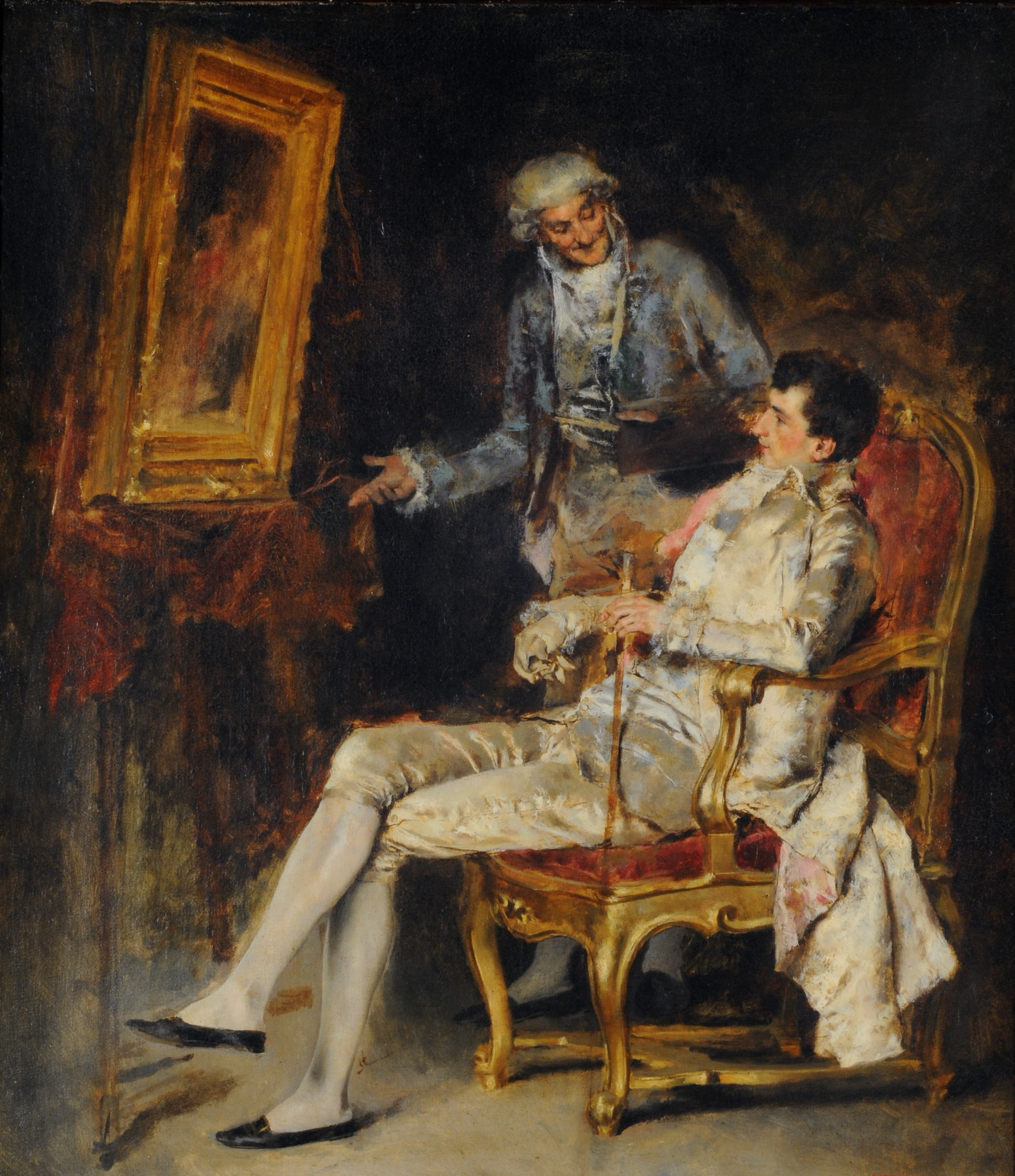
El aficionado (MNBA).

No es fácil localizar la obra de A. Casanova pues dado su formato se encuentra oculta bajo el anonimato de las colecciones particulares que la atesoran, tanto españolas como algunas extranjeras. Aun así cabe mencionar algunas de ellas: 
- el Museo del Prado tiene entre sus fondos del siglo XIX un único cuadro: San Fernando, rey de España (1886; 300 x 468 cm; catálogo P5611).
- el Museo Nacional de Arte de Cataluña (MNAC) custodia dos obras: Juan Fivaller reivindicando los fueros de la ciudad (de Barcelona) delante de Fernando de Antequera, enfermo (1875; 137 x 182 cm, catálogo 10733, Palacio Real de Pedralbes, Barcelona) y Entrada del Rey Carlos V en el monasterio de Yuste (1889; 432 x 650 cm, catálogo 10757, no expuesto).
- el Meadows Museum de Dallas (Texas, EUA) tiene entre sus fondos a Los favoritos de la corte (1887; 88,3 x 130,8 cm; cat. MM.65.12) y el Museo de Brooklyn, en Nueva York, posee otra pintura del año 1886: Monje probando vino.
- el Museo Nacional de Bellas Artes (MNBA-Neuquén) posee una tela donación de Ángel Roverano (El aficionado; 50 x 42 cm).
- en el Ayuntamiento de Tortosa se localizan dos obras que corresponden a los retratos (1871; 195 x 135 cm) de José Masriera y Manovens, pintor y orfebre, y al de su esposa Clotilde Rosés; fueron adquiridos a un anticuario en 1978 y se encuentran en las escaleras de acceso al primer piso de la casa consistorial.
- en el Museo de Tortosa se encuentra el óleo Aparición, fechado en París en 1881, y el cuadro Carlos V y Ticiano (1878; 300 x 480 cm) cedido en junio de 2000 por la Generalidad de Cataluña procedente del Palau Marc de Barcelona. Desde 1900 y hasta 1938 el Museo municipal de Tortosa acogió el lienzo titulado Los últimos momentos de Felipe II (1885; 400 x 600 cm) del que se desconoce todavía hoy su suerte o paradero.
- en el Consell Comarcal del Bajo Ebro desde noviembre de 2019 se puede ver Jesús predicando a los niños, un lienzo de la primera época del pintor, cedido por la familia Julve-Villó.[2]

Finalmente se puede dar noticia que el lienzo historicista El Rey Alfonso VIII arengando sus huestes antes de la batalla de las Navas de Tolosa, que había sido propiedad del comerciante Josep Vidal y Ribas, fue subastado en noviembre de 1986 por 1 100 000 pesetas (1878; 124 x 178 cm) ignorándose su ubicación.